# Nomada confinis
Nomada confinis är en biart som beskrevs av Otto Schmiedeknecht 1882. Nomada confinis ingår i släktet gökbin, och familjen långtungebin. Inga underarter finns listade i Catalogue of Life.